# Grenier à grains médiéval de Colmar
Le grenier à grains médiéval de Colmar est un monument historique situé à Colmar, dans le département français du Haut-Rhin.

## Localisation
L'édifice est situé aux 12-16, rue des Marchands à Colmar, dans une cour intérieure.

## Historique
Ce bâtiment, également appelé Weinhof, appartenait aux sœurs du couvent d'Unterlinden. Il couvrait 1 000 m2 environ à sa construction et permettait de couvrir les besoins des habitants en céréales. Il devint la propriété de la ville en 1602 et sert alors d'entrepôt à des lances à incendie.
Il date du XIVe siècle.
Les parties subsistantes et le sous-sol font l'objet d'une inscription au titre des monuments historiques depuis le 19 juillet 1991.